# Sekundærrute 195
Sekundærrute 195 er en rutenummereret hovedvej mellem Herning og Aarhus i Midtjylland.
Ruten går ad de veje, der tidligere var Primærrute 15, som er forflyttet til Herningmotorvejen.
Ruten passerer gennem bl.a. Ikast og Silkeborg.
Rute 195 har en længde på ca. 78 km.
- Mindesten for Kaj Munk på Hørbylunde Bakke 2 km øst for Pårup.